# کلیسای هوهانس مقدس (آرتسواشن)
کلیسای هوهانس مقدس (ارمنی: Սուրբ Հովհաննես եկեղեցի؛ ) یک کلیسا متعلق به کلیسای حواری ارمنی واقع در شهر آرتسواشن، استان گغارکونیک ارمنستان می‌باشد. ساخت و ساز این ساختمان در سال ۱۶۶۰ میلادی؛ به پایان رسید. این بنا به سبک معماری ارمنی طراحی شده است.
در اوت ۱۹۹۲ روستای آرتسواشن توسط نیروهای آذربایجانی اشغال شد و اهالی این روستا مجبور به ترک آرتسواشن شدند.